# Biblioteka Ordynacji Przezdzieckich

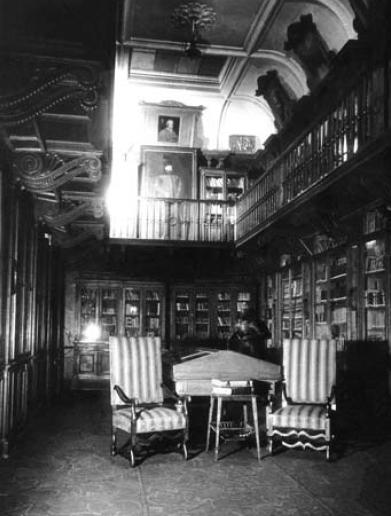
Wnętrze biblioteki

Biblioteka Ordynacji Przezdzieckich – nieistniejąca współcześnie biblioteka fundacyjna założona w 1842 przez Aleksandra Przezdzieckiego w Czarnym Ostrowie na Podolu.
Została zniszczona 25 września 1939 podczas obrony Warszawy w wyniku zbombardowania budynku biblioteki przez Niemców.

## Historia biblioteki
Aleksander Przezdziecki był mecenasem sztuki i nauki, wydawcą pierwszej polskojęzycznej wersji Kroniki Wincentego Kadłubka. Bibliotekę, pierwotnie opartą na własnych zbiorach, założył w swoich dobrach, w Czarnym Ostrowie. Księgozbiór składał się z książek z bibliotek królewskich Zygmunta Augusta, Jana Kazimierza i Jana III Sobieskiego, z ok. 600 inkunabułów, z czasopism z pierwszej połowy XIX wieku oraz prac naukowych z zakresu historii, historii sztuki, heraldyki, teologii a także pamiętniki, archiwów rodowych Przezdzieckich i Tyzenhauzów, materiałów dotyczących Legionów Polskich we Włoszech, z archiwum Kościuszków, 75 kodeksów dyplomatycznych polskich i ruskich z lat 1239-1751, sobiescina (141 dokumentów). Wśród licznych poloników w kolekcji znajdował się portret Kazimierza Jagiellończyka z
XV wieku oraz portret Jana III z Zamku Schleisshein. W 1852 Aleksander Przezdziecki zakupił przy ul. Rymarskiej 2 plac i przebudował znajdujący się tam pałac (dawny pałac Walickich) według projektu Bolesława Podczaszyńskiego. Do nowej rezydencji przeniesiono również bibliotekę.

W 1892 ukończono prace przy pałacu Przezdzieckich przy ówczesnej ulicy Foksal; dobudowano nowe skrzydło w stylu neorenesansowym do którego, wdowa po zmarłym w 1871 Przezdzieckim, przeniosła bibliotekę. Skrzydło miało dwie kondygnacje o jednoprzestrzennym wnętrzu z wewnętrzną galerią. Księgozbiór został umieszczony w pomieszczeniach pałacowych, wśród licznych dzieł sztuki; najcenniejsze woluminy umieszczono w sali bibliotecznej urządzonej przez syna Aleksandra Przezdzieckiego, również mecenasa sztuki, Konstantego. Na temat tej sali profesor Aleksander Gieysztor pisał: 

Długie przyćmione wnętrze zastawiały szafy, regały, stoły, wygodne fotele obite skórą, stosowne krzesła. Dzieła sztuki i zbroja znajdowała tu miejsce; bodaj tu widniał jeden z klejnotów zbiorów sztuki, Zofii Jagiellonki, ołtarzyk domowy, tryptyk z 1456 r

W 1892 do księgozbioru dołączono bibliotekę polskiego archeologa i historyka, rektora Uniwersytetu Jagiellońskiego Józefa Łepkowskiego. W 1913 utworzono ordynację Przezdzieckich. Biblioteka była utrzymywana z czynszu uzyskiwanego z najmu lokali w kilku kamienicach. Zbiory były dostępne dla studentów i pracowników naukowych.
W 1939 stan biblioteki określano na 60 tysięcy woluminów, 500 rękopisów, archiwa zawierające m.in. 800 dokumentów  pergaminowych i papierowych, 350 map, atlasów i planów, 10 tysięcy rycin i rysunków. Ponadto w bibliotece znajdowała się kolekcja obrazów dawnych artystów polskich i współczesnych, zbiory miniatur i wyrobów sztuki zdobniczej.
25 września 1939 pałac wraz z biblioteką został spalony i zburzony. W 1940 ocalałe resztki zbiorów artystycznych i biblioteczno-archiwalnych zostały przeniesione do pobliskiej kamienicy, do mieszkania Leona Piwińskiego przy ul. Szczyglej 3. Pozostałości biblioteki były potajemnie udostępniane polskim naukowcom do września 1944. W czasie powstania warszawskiego kamienica spłonęła. Ocalała jedynie piwnica, z której ówczesny dyrektor biblioteki Zygmunt Wdowiszewski wraz z historykiem sztuki Zygmuntem Miechowskim ratował archiwa. Nieliczne zachowane eksponaty, w tym część ordynackiego archiwum zostały przeniesione do Archiwum Głównego Akt Dawnych; fragment zbioru rękopisów z autografem Grażyny Adama Mickiewicza, trafił do Muzeum Literatury w Warszawie.